# Gyarmatosítás
A gyarmatosítás (latin eredetű szóval kolonizáció, illetve kolonializmus) a nemzeti államoknak a határaikon túl eső idegen területek, a gyarmatok megszerzésére, lakóinak alávetésére, természeti kincseinek az anyaország érdekében történő kiaknázására, munkaerejének kizsákmányolására irányuló tevékenység. 
A hódítók és a leigázottak kulturálisan elidegenülnek egymástól, a gyarmatosítók kulturális és faji fölényt éreznek magukban a gyarmatok népei iránt.
Bár a gyarmatosítás ősidők óta létezik, a fogalom a legerősebben a 15. századtól kezdődő európai gyarmati időszakhoz kapcsolódik, amikor egyes európai államok gyarmatosító birodalmakat hoztak létre. Az újkori gyarmatosítás kora 1500 körül kezdődött, miután az európaiak felfedezték az Afrikát délről megkerülő tengeri útvonalat (1488) és Amerikát (1492). A felfedezésekkel, a hódítással és betelepítéssel az olyan államok, mint Portugália, Spanyolország, Hollandia, Franciaország és Anglia gyarmatosítottak szerte a világon, terjesztve az európai intézményeket és kultúrát. Rákényszerítették a vallásukat, a nyelvüket és más kulturális jellemzőiket a leigázott területekre. A gyarmatosítás az imperializmushoz kapcsolódik, de különbözik attól.
Eleinte az európai gyarmatosító országok a merkantilizmus politikáját követték, amelynek célja a hazai gazdaság megerősítése volt, így a megállapodások általában az anyaországgal való kereskedésre korlátozták a gyarmatot. A 19. század közepére azonban a Brit Birodalom feladta a merkantilizmust és a kereskedelmi korlátozásokat, és elfogadta a szabad kereskedelem elvét, kevés korlátozással vagy vámmal.
A világ gyarmatosítása az európai nemzetek által előmozdította a eurocentrizmus  ideológiáját, amelynek középpontjában a nyugati civilizáció és kulturális dominancia áll, ami előnyben részesíti azt a nem nyugati civilizációkkal szemben.

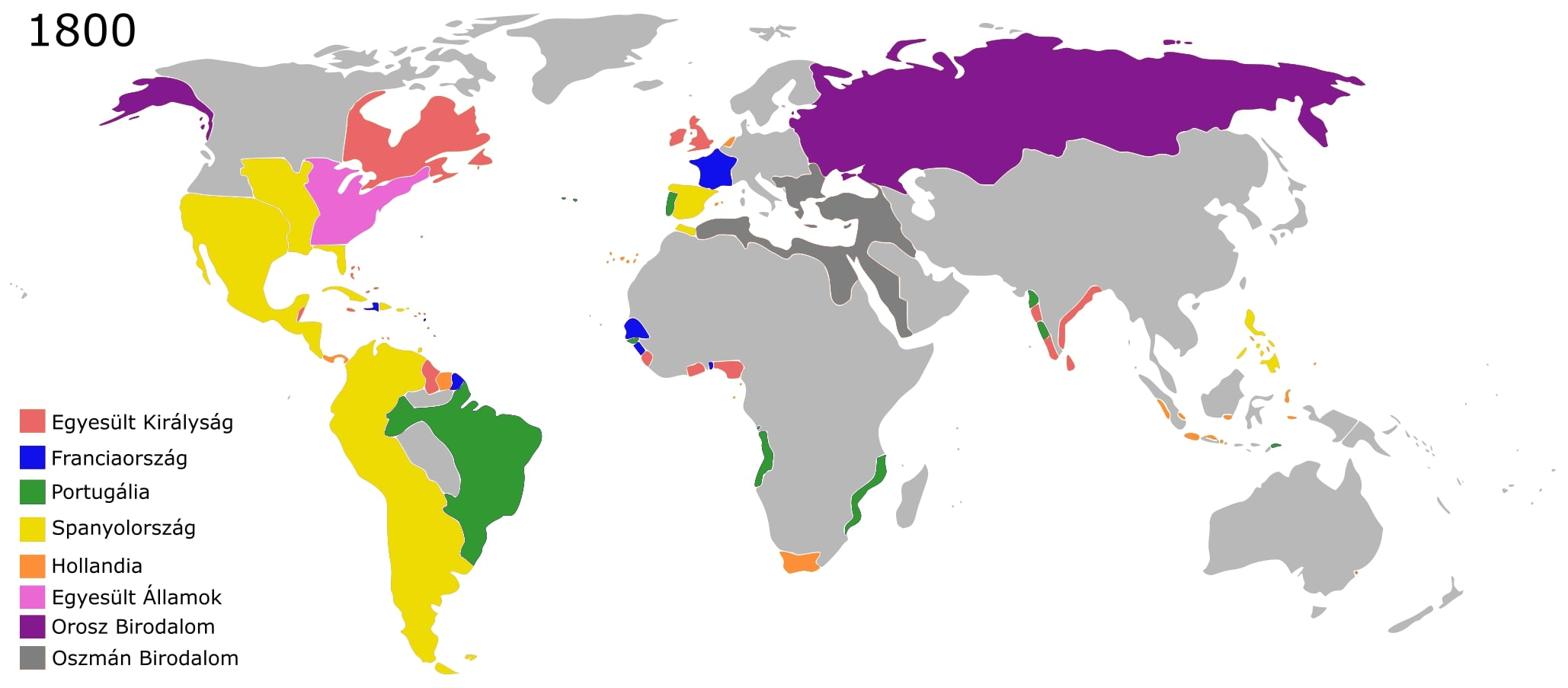
Gyarmatbirodalmak a világon 1800 körül

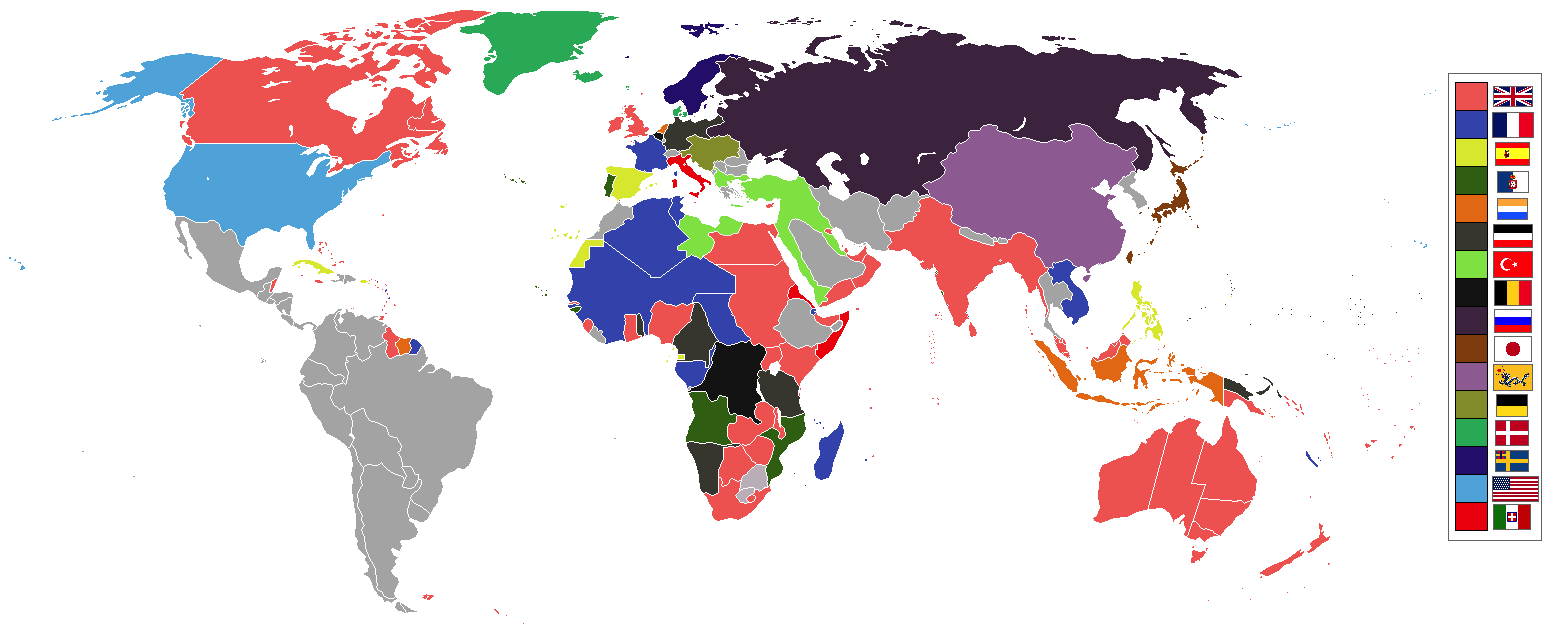
Gyarmatbirodalmak a világon 1898-ban

## A gyarmatosítás fajtái
A történészek gyakran különbséget tesznek a gyarmatosítás eltérő fajtái, néha egymást átfedő formái között:

### Telepes gyarmatosítás
A telepes gyarmatosítás magába foglalja a telepesek nagyarányú bevándorlását a gyarmatokra, gyakran vallási, politikai vagy gazdasági okok miatt. A gyarmatosításnak ez a formája nagyrészt a korábbi lakosság telepesekkel való kiszorítását célozza, ahol nagyszámú telepes vándorol ki az új területekre és alapít településeket.
Ennek egyik ókori példája a görög gyarmatosítás, amikor a népességnövekedés már nem volt fenntartható az Égei-tenger szigetvilágán és környékén, ami arra késztette az ókori görögöket, hogy a Földközi-tenger távolabb eső vidékeire és a Fekete-tenger partjára költözzenek.
Középkori példája a német keleti kolonizáció, amikor a germán nyelvű népek Közép-Európa kevésbé lakott régióiba, Kelet-Európa egyes részeibe és a Baltikumba költöztek.
A modern kori Ausztrália, Kanada, az Egyesült Államok, Dél-Afrika (és vitatottabb mértékben Izrael) szintén a telepes gyarmatosítás által létrejött államok példái.

### Kizsákmányoló gyarmatosítás
A kizsákmányoló gyarmatosítás kevesebb gyarmatosítót foglal magába, és a természeti erőforrások vagy a munkaerő kizsákmányolására összpontosít. Ez a forma kereskedelmi állomásokból, valamint nagyobb gyarmatterületekből áll, ahol a gyarmatosítók alkotják a politikai és gazdasági közigazgatás nagy részét. Nem telepesek, hanem az anyaországból kiküldött gyarmati tisztviselők alkották azt az uralkodó apparátust, amely lehetővé tette a gyarmat gazdasági kizsákmányolását.
Ebből a kizsákmányoló gyarmatosító típusból kiemelhető például Brit India, mint brit gyarmat, Togo mint német gyarmat, Tajvan, mint japán gyarmat vagy a Fülöp-szigetek, mint amerikai gyarmat.
Afrika és Ázsia európai gyarmatosítása nagyrészt a kizsákmányoló gyarmatosítás égisze alatt zajlott.

### Kereskedelmi gyarmatosítás
A brit észak-amerikai gyarmatosítás a kereskedelmi kapcsolatok feletti ellenőrzésére összpontosított. A gyarmati periféria nyersanyagokkal látta el az anyaállamot, az anyaállam pedig fegyvereket, szöveteket és egyéb árukat gyártott, amelyeket eladhatott a gyarmatain. A vámokkal és a csempészet elleni intézkedésekkel úgy szabályozták a kereskedelmet, hogy biztosítsák a tőke felhalmozódását az anyaállamban.
A gyarmatosításnak ez a formája a 19. századi Ázsiában volt az egyik legszembetűnőbb, ahol a korábban izolacionista (elszigetelődő) államok kénytelenek voltak megnyitni kikötőiket a nyugati hatalmak előtt. Ilyen volt például az ópiumháború és Japán megnyitása (bakumacu).

## Az újkori gyarmatosítás előzményei, okai

### Új kereskedelmi útvonalak keresése
A 11. századra a bizánciak és a szaracénok (arabok) uralták a Földközi-tenger nagy részét. Az Európa-szerte áhított keleti luxuscikkekhez (szőnyegek, fűszerek , festékanyagok stb.) csak arab közvetítőkön keresztül jutottak hozzá. Egyiptom ellenőrizte az arab és indiai áruk kereskedelmét és a külföldieknek megtiltották, hogy Kairón túlra utazzanak. Az oszmánok 15. századi előretörése még inkább megnehezítette az itáliai városok ázsiai kereskedelmét. A Kelet el volt zárva Európa előtt.
A gyarmatosítás korszakát bevezető európai tengerentúli terjeszkedés kiindulópontját részben az a törekvés határozta meg, hogy alternatív kereskedelmi útvonalakat kerestek és nyitottak meg. Bartolomeu Dias Afrika egyik déli csúcsának, a Jóreménység-fokának 1488-as megkerülésével nyitotta meg az utat az India felé.

### Technológiai és gazdasági fejlődés
A pénz és a hitel előrehaladásának köszönhetően könnyebbé vált a költséges felfedezőutak tőkebevonása. Az első bankok megjelenése az észak-olasz városállamokban megkönnyítette a drága tengerentúli vállalkozások finanszírozását. A tengerentúli felfedező utakat nem utolsósorban az új típusú hajó, a karavellák kifejlesztése is segítette, amelyet jobb manőverezhetőség jellemzett a nagy távolságú, változó szélviszonyok között.

### Gazdasági motivációk
A nyugat-afrikai partvidék portugál kizsákmányolását rabszolgák és az arany Európába áramló importja követte. A maga részéről az uralkodóház, amely jutalékot kapott, érdekelt volt a további hódításokban és a területszerzésben. Hogy milyen árucikkekről és milyen nagyságú tételről volt szó, azt az olyan földrajzi régiók nevei is mutatják, mint az „Elefántcsontpart”, „Aranypart” vagy „Rabszolgapart”. A zsákmányszerzésből és a gyarmati terjeszkedés versenyéből egyik nemzet sem akart kimaradni.

#### Arany és ezüst
Az afrikai aranykereskedelmet a késő középkorban muszlim kereskedők irányították, akik karavánokkal vitték az aranyat Észak-Afrika partjaira, és így az európai keresletet is kiszolgálták. 1456-ban a portugálok létrehozták az első kereskedelmi kapcsolatot az afrikai aranyövezetekkel. 1475-től nagy mennyiségű aranyat szállítottak Portugáliába Guineán keresztül, a szubszaharai Afrikával való cserekereskedelemben, muszlim kereskedők nélkül.
Az amerikai felfedezőútja során Kolumbusz a karibi terület aranyban való gazdagságát is igyekezett kiemelni, mint különlegességet. A spanyolok által meghódított területek Eldorádóvá váltak az aranyláz idején, amely azután kezdődött, hogy Pizarro több mint 13 ezer font aranyat és 26 ezer font ezüstöt zsarolt ki Atahualpa inka uralkodótól.

#### Rabszolga-kereskedelem
A középkortól kezdve Európában az a gondolat uralkodott, hogy a keresztényeket nem szabad rabszolgává tenni, és a kereszténység elterjedésével a rabszolgák szűkös „árucikké” váltak Európában. Konstantinápoly oszmánok általi 1453-as meghódítása a levantei rabszolgaszállítások visszaeséséhez és az árak emelkedéséhez vezetett. Európa ezután a szubszaharai Afrikából származó rabszolgák felé fordult, akiket muszlim kereskedelmi karavánok vittek az észak-afrikai partokra.
A Karib-szigeteken a szinte teljes őslakos népesség kiirtása és kihalása után nagy területek igényeltek munkaerőt; és ezt a nyugat-afrikai rabszolgák szállításával oldották meg.

### Marxista nézet
Az imperializmus elméletét gyakran hozzák összefüggésbe a marxista közgazdaságtannal.
A gyarmatosítás lehetősége és oka a világ különböző területeinek egyenlőtlen fejlődésében rejlett. A későbbi gyarmatok területének legnagyobb része tropikus és szubtrópusi területeken feküdt.
Karl Marx álláspontja szerint:
a túlságosan tékozló természet az embert úgy vezeti kezénél fogva, mint a gyermeket a járószalag. Az ilyen természet az ember saját fejlődését nem teszi szükségszerűséggé. A tőke szülőhazája nem a trópusi éghajlat túlburjánzó növényzetével, hanem, a mérsékelt égöv.
A természeti körülményeknek a fékező hatása elsősorban Fekete-Afrikában érvényesült, ahol a „túlburjánzó természet” az emberi megélhetést elemi fokon gyakorlatilag munka nélkül is biztosította. Szerepe volt azonban a világ más részein is elmaradott társadalmi formák konzerválódásában, mint az ázsiai termelési módra jellemző faluközösségek, főleg Indiában és Kínában, patriarchális-törzsi viszonyok az arab világban, latifundiumok Latin-Amerikában. A fennálló társadalmi rend védelmében különösen erős konzerváló, fékező szerepet játszottak az uralkodó vallási-ideológiai rendszerek, a buddhizmus, a konfucianizmus, a hinduizmus, az iszlám.

## Története
Az újkori gyarmatosítás kora a 15. század végi nagy földrajzi felfedezések idején kezdődött a portugál és spanyol hajósok és hódítók tevékenységével. A köztük kialakult rivalizálás megszüntetése érdekében született 1494-ben a tordesillasi szerződés, ami a világ első felosztása volt a gyarmatosító hatalmak között. Ez azonban nem volt sokáig érvényben, mivel a hollandok, franciák és az angolok nem nyugodtak bele abba, hogy kiszorítják őket a gyarmatok kincseiből.
A gyarmatosító tevékenység a 18. század derekáig jórészt az Észak- és Dél-Amerika, Afrika és Ázsia partjain létrehozott kereskedelmi telepekre és erődökre korlátozódott. Ezután a gyarmatosító hatalmak fokozatosan kiterjesztették befolyásukat a belső területekre is, azokat katonai és gazdasági ellenőrzésük alá vonták. A gyarmatosításnak ebben a szakaszában a kereskedelmi tevékenység, illetve a gyarmati javak egyszerű erőszakos eltulajdonítása dominált. Ez döntő mértékben járult hozzá az ipari forradalom kibontakozásához Angliában, amint azt Brooks Adams amerikai történész részletesen kifejtette. A gyarmatokról érkezett tőke ugyanis lehetővé tette 18. század végi műszaki felfedezések ipari méretű alkalmazását. Az angliai ipari forradalom aztán visszahatott a brit gyarmatosítás jellegének megváltozására is, a kereskedelmi tőke által végzett gyarmatosítást felváltotta az ipari tőke gyarmatosító tevékenysége, az olcsó iparcikkek exportja. Ezzel és ekkor vált Anglia a „világ műhelyévé”. Más gyarmatosító hatalmaknak ugyanakkor nem sikerült a beözönlő kincseket megfelelő produktivitással felhasználni, az ipari fejlődés céljaira fordítani, amint azt Spanyolország esete is bizonyítja. A spanyol gazdaságnak inkább ártott a beérkező nemesfém tömege, élősdi jellegűvé tette az országot, és a Spanyol Birodalom gyarmatainak nagy többsége már a 19. század elején kiharcolta függetlenségét.
A gyarmatosítás kiváltotta a meghódított népek ellenállását, a 18. század végétől megindultak a jelentősebb nemzeti felszabadító mozgalmak. A spanyol gyarmatbirodalom bomlott fel a legkorábban, az amerikai kontinens gyarmatai – Kanada kivételével – már a 19. század elején elnyerték függetlenségüket.
A 19. században az Amerikai Egyesült Államok, Németország, Oroszország, Japán és Belgium is a jelentősebb gyarmatosítók közé lépett, elérkezett az imperializmus kora.
A 19. század végétől az európai gyarmatosítók Afrika szinte teljes területét felosztották egymás között és gyarmatokat alakítottak ki.
A 20. század elejére a világ felosztása befejeződött, a Föld területének négyötöde gyarmati uralom alá került. Az újabb gyarmatosító hatalmaknak azonban már nem jutott elég szabad terület, ezért a gyarmatok újrafelosztására törekedtek, ami az első világháború egyik fő kiváltó oka lett.
A gyarmati rendszer felbomlása a második világháború után felgyorsult, majd a hatvanas évek elejére gyakorlatilag befejeződött. Az ENSZ 1960. december 14-i határozatával leszögezte, hogy a gyarmatosítás összeegyeztethetetlen az alapvető emberi jogokkal, így ellentétben áll az ENSZ Alapokmányával, és ezzel azt gyakorlatilag törvényen kívül helyezte. Az imperializmus kora lejárt, a nagyhatalmak ezentúl a gyarmatosítás klasszikus hatalmi módszerei helyett már elsősorban gazdasági nyomásgyakorlással, a neokolonializmus révén igyekeztek érvényre juttatni az érdekeiket.

## A gyarmatbirodalmak alakulása a világon 1876 és 1914 között
A 19. század végén, a 20. század elején lényegében befejeződött az imperializmus gyarmati rendszerének kiépítése. A hat legnagyobb gyarmattartó hatalom birtokba vette (a gyarmatok esetében), vagy legalábbis gazdasági ellenőrzése alá vonta (a félgyarmatok esetében) Ázsia, Afrika, Latin-Amerika területének gyakorlatilag az egészét. A nagyhatalmak között azonban óriási különbségek alakultak ki a régebbi és az olyan újonnan érkezett gyarmattartók között, mint Németország. Jól szemlélteti ezt az alábbi táblázat is, amely Supan és Hübner német földrajztudósok adatai alapján készült. Ez a nagy különbség az imperialista államok gyarmati lehetőségei között az egyik legfontosabb oka lett az első világháború kirobbanásának. 
|                                                                         | Gyarmatok (1876)  | Gyarmatok (1876)  | Gyarmatok (1914)  | Gyarmatok (1914)  | Anyaország (1914) | Anyaország (1914) | Összesen (1914)   | Összesen (1914) |
| Terület (mió km²)                                                       | Lakosság (mió fő) | Terület (mió km²) | Lakosság (mió fő) | Terület (mió km²) | Lakosság (mió fő) | Terület (mió km²) | Lakosság (mió fő) |                 |
| Anglia (Brit Birodalom)                                                 | 22,5              | 251,9             | 33,5              | 393,5             | 0,3               | 46,5              | 33,8              | 440,0           |
| Oroszország                                                             | 17,0              | 15,9              | 17,4              | 33,2              | 5,4               | 136,2             | 22,8              | 169,4           |
| Franciaország                                                           | 0,9               | 6,0               | 10,6              | 55,5              | 0,5               | 39,6              | 11,1              | 95,1            |
| Németország (Német gyarmatbirodalom)                                    | -                 | -                 | 2,9               | 12,3              | 0,5               | 64,9              | 3,4               | 77,2            |
| Egyesült Államok                                                        | -                 | -                 | 0,3               | 9,7               | 9,4               | 97,0              | 9,7               | 106,7           |
| Japán                                                                   | -                 | -                 | 0,3               | 19,2              | 0,4               | 53,0              | 0,7               | 72,2            |
| A 6 nagyhatalom összesen                                                | 40,4              | 273,8             | 65,0              | 523,4             | 16,5              | 437,2             | 81,5              | 960,6           |
| Belgium, Hollandia, Portugália, Spanyolország, Olaszország gyarmataival | -                 | -                 | -                 | -                 | -                 | -                 | 9,9               | 45,3            |
| Félgyarmatok (Perzsia, Kína, Törökország)                               | -                 | -                 | -                 | -                 | -                 | -                 | 14,5              | 361,2           |
| Egyéb országok                                                          | -                 | -                 | -                 | -                 | -                 | -                 | 28,0              | 289,0           |
| Az egész világ összesen                                                 | -                 | -                 | -                 | -                 | -                 | -                 | 133,9             | 1657,0          |

A táblázat „egyéb országai” között nagy súllyal szerepeltek a formálisan független, de tulajdonképpen félgyarmati sorban, az Egyesült Államok túlnyomó befolyása alatt lévő latin-amerikai országok.

## Fordítás
- Ez a szócikk részben vagy egészben  a   Kolonialismus című német Wikipédia-szócikk ezen változatának fordításán alapul.  Az eredeti cikk szerkesztőit annak laptörténete sorolja fel. Ez a jelzés csupán a megfogalmazás eredetét és a szerzői jogokat jelzi, nem szolgál a cikkben szereplő információk forrásmegjelöléseként.

## Kapcsolódó szócikk
- Egykori gyarmatok és függő területek listája
- Amerika gyarmatosítása
- Egyenlőtlen szerződés (nemzetközi jog)
- Spanyol Birodalom
- Portugál Birodalom
- Holland Kelet-India
- Francia gyarmatbirodalom
- Dán tengerentúli gyarmatok
- Brit Birodalom
- Német gyarmatbirodalom
- Gyarmat